# Philip Brown (homme politique prince-édouardien)
Pour les articles homonymes, voir Philip Brown et Brown.
Philip Brown  (né le 5 février 1957) est un homme politique provincial canadien de l'Île-du-Prince-Édouard. Il est ministre du Tourisme de 2003 à 2007.

## Politique
Élu député progressiste-conservateur de la circonscription de Cascumpec-Grand River à l'Assemblée législative de l'Île-du-Prince-Édouard en 2000, il est réélu en 2003.
Il entre au cabinet du premier ministre Pat Binns à titre de ministre du Tourisme en 2003. Ses accomplissements en tant que ministre sont la mise en place d'une ligne aérienne vers l'île desservie par la compagnie Delta, Northwest et WestJet. Il contribue également à la création d'événements extérieurs à grand déploiements dont des concerts avec les The Black Eyed Peas et Aerosmith.
Briguant la nomination conservatrice dans la circonscription fédérale d'Egmont en vue des élections de 2008, mais dû s'incliner devant son ancienne collègue Gail Shea. Néanmoins, Brown travaille activement à titre d'agent dans la campagne de Shea pour cette élection et pour sa réélection en 2011.

## Critiques
En 2004, Brown fait face à des critiques de chef de l'Opposition officielle l'accusant d'avoir utilisé le véhicule de fonction pour des usages personnels.
La porte-parole libérale en matière de tourisme, Carolyn Bertram, critique Brown en 2007 pour avoir du matériel promotionnel destinée aux provinces atlantiques et renvoyant à une adresse située à Calais dans le Maine.